# Livio Melina
Mons. prof. Livio Melina (* 18. srpna 1952, Adria, Provincie Rovigo, Itálie) je italský kněz a teolog, prezident Papežského institutu Jana Pavla II. pro studium manželství a rodiny a katolický odborník v oblasti morální teologie a bioetiky.

## Stručný životopis
Po studiích filosofie na padovské univerzitě vstoupil do diecézního semináře adrijské diecéze a v roce 1980 byl vysvěcen na kněze. V roce 1985 získal doktorát z morální teologie na lateránské univerzitě, jeho školitelem byl prof. Carlo Caffarra. Již od počátku svých středoškolských studií byl jedním z iniciátorů činnosti hnutí Comunione e Liberazione v Benátsku. V letech 1984–1991 byl studijním expertem Kongregace pro nauku víry, v roce 1991 začal vyučovat na Papežském institutu Jana Pavla II. pro studium manželství a rodiny jako vedoucí katedry fundamentální morální teologie. Od ledna 2006 do 15. srpna 2016 byl prezidentem tohoto Institutu.

## Dílo - hlavní tituly
- La conoscenza morale. Linee di riflessione sul Commento di san Tommaso all'Etica Nicomachea, Città Nuova, Roma, 1987, ISBN 88-311-1340-2.
- Morale: tra crisi e rinnovamento. Gli assoluti morali, l'opzione fondamentale, la formazione della coscienza, Ares, Milano, 1993, ISBN 88-8155-105-5, přeloženo do francouzštiny a španělštiny.
- Corso di bioetica. Il Vangelo della vita, Piemme, Casale Monferrato, 1996, ISBN 88-384-2585-X.
- Amor conjugal y vocación a la santidad, Ediciones Universidad Católica de Chile, Santiago de Chile, 1997 ISBN 956-14-0428-1 (spoluautor: Jean Lafitte), přeloženo do francouzštiny a italštiny.
- Domanda sul bene e domanda su Dio, Lateran University Press - Mursia, Roma, 1999, ISBN 88-465-0056-3 (spoluautor: José Noriega)
- Quale dimora per l'agire? Dimensioni ecclesiologiche della morale, Pontificia Università Lateranense, Roma, 2000, ISBN 88-465-0075-X (spoluautoři: Angelo Scola a P. Zanor).
- La plenitud del obrar cristiano: dinámica de la acción y perspectiva teológica de la moral, Palabra, Madrid, 2001 ISBN 978-84-8239-578-4 (spoluautoři: Juan José Pérez-Soba a José Noriega).
- Sharing in Christ's Virtues. For a Renewal of Moral Theology in Light of Veritatis Splendor, The Catholic University of America Press, Washington D.C., 2001 ISBN 0-8132-0989-7, přeloženo do španělštiny.
- Cristo e il dinamismo dell'agire, Linee di rinnovamento della teologia morale fondamentale, Lateran University Press - Mursia, Roma, 2001, ISBN 88-465-0097-0.
- Verità e libertà nella teologia morale, Pontificia Università Lateranense, Roma, 2001, ISBN 88-465-0205-1 (spoluautor: J. Larrú).
- AA.VV., L'agire morale del cristiano, vol. XX di AMATECA - Manuali di Teologia Cattolica, Jaka Book, Milano, 2002, ISBN 88-16-40574-0, přeloženo do španělštiny.
- Il bene e la persona nell'agire, Lateran University Press, Roma, 2002, ISBN 88-465-0230-2 (spoluautor: Juan José Pérez-Soba).
- La sequela Christi. Dimensione morale e spirituale dell'esperienza cristiana, Lateran University Press, Roma, 2003, ISBN 88-465-0451-8 (spoluautor: O. Bonnewjin).
- Camminare nella Luce. Prospettive della teologia morale a partire da 'Veritatis splendor', Lateran University Press, Roma, 2004, ISBN 88-465-0487-9 (spoluautor: José Noriega).
- Amore e giustizia. Limiti alla responsabilità?, Lateran University Press, Roma, 2005, ISBN 88-465-0501-8 (spoluautor: D. Granada)
- Per una cultura della famiglia: il linguaggio dell'amore, Marcianum Press, Venezia, 2006, ISBN 88-89736-08-9
- Amore coniugale e vocazione alla santità, Effatà Editrice, Cantalupa (TO), 2006, ISBN 88-7402-063-5 (spoluautor: J. Lafitte)
- Una luz para el obrar. Experiencia moral, caridad y acción cristiana, Palabra, Madrid, 2006, ISBN 978-84-9840-059-5 (spoluautoři: Juan José Pérez-Soba e José Noriega).
- La via dell'amore. Riflessioni sull'Enciclica 'Deus caritas est' di Benedetto XVI, RAI-ERI, Roma, 2006, ISBN 978-88-397-1392-6 (spoluautor: Carl A. Anderson).
- Camminare nella luce dell'amore. I fondamenti della morale cristiana. Manuale di teologia cattolica, Cantagalli, Siena, 2008, ISBN 88-8272-348-8; španělský překlad Palabra, Madrid, 2007, ISBN 978-84-9840-141-7 (spoluautoři: Juan José Pérez-Soba e José Noriega).
- Azione: epifania dell'amore. La morale cristiana oltre il moralismo e l'antimoralismo, Cantagalli, Siena, 2008, ISBN 88-8272-364-X.
- Imparare ad amare. Alla scuola di Giovanni Paolo II e di Benedetto XVI, Cantagalli, Siena, 2009, ISBN 978-88-8272-447-4.
- Liebe auf katholisch. Ein Handbuch für heute, Sankt Ulrich Verlag, Augsburg, 2009, ISBN 978-3-86744-103-2
- The Epiphany of Love: Toward a Theological Understanding of Christian Action, Grand Rapids 2010.